# 兵庫県道561号湯谷和田線
兵庫県道561号湯谷和田線（ひょうごけんどう561ごう ゆたにわだせん）は、兵庫県美方郡新温泉町から美方郡香美町に至る一般県道である。

## 概要
美方郡新温泉町春来から美方郡香美町村岡区和田に至る。国道9号の旧道。

### 路線データ
- 起点：美方郡新温泉町春来（湯谷交差点、国道9号交点）
- 終点：美方郡香美町村岡区和田（村岡区和田交差点、国道9号交点、兵庫県道4号香住村岡線終点）
- 総延長：8.944 km

## 地理

### 通過する自治体
- 美方郡新温泉町
- 美方郡香美町

### 交差する道路
| 交差する道路                                 | 市町村名 | 市町村名 | 交差する場所 | 交差する場所            |
| -------------------------------------------- | -------- | -------- | ------------ | ----------------------- |
| 国道9号                                      | 美方郡   | 新温泉町 | 春来         | 湯谷交差点 / 起点       |
| 兵庫県道265号丸味竹田線                      | 美方郡   | 香美町   | 村岡区丸味   |                         |
| 国道9号 国道482号 重複 兵庫県道4号香住村岡線 | 美方郡   | 香美町   | 村岡区和田   | 村岡区和田交差点 / 終点 |

### 沿線
- 矢田川
- 香美町立射添小学校（終点付近）
- 兵庫県立出石特別支援学校 みかた校（終点付近）